# Liang Wudi
Liang Wudi (464 – 549) was keizer van China van 502 tot 549 en stichter van de Liang-dynastie. Deze keizer staat bekend om zijn grote toewijding aan het boeddhisme. Hij verbood de doodstraf en schafte het gebruik van vleesoffers bij de keizerlijke voorouderverering af.

## Soetra
Hijzelf schreef een soetra na de dood van een van zijn concubines. Deze soetra staat bekend als Liang Wang Baocan (梁皇寳懺). Eén concubine van Liang Wudi kreeg veel aandacht en liefde van de keizer. Ze was bang dat dit zou verdwijnen en maakte verzinsels over andere concubines, waardoor de keizer boos op deze concubines werd en hen bestrafte met martelingen. Ze genoot ervan te zien hoe concubines van de keizer gemarteld werden. Later werd ze getergd door hoofdpijn en uiteindelijk overleed ze. Na haar overlijden reïncarneerde ze als slang. De keizer belandde na het verlies van zijn geliefde concubine in een dip. Op een dag ging hij wat wandelen in het paleis en zag opeens een slang. De slang vertelde dat ze in haar vorige leven zijn geliefde concubine was die veel slechte dingen had gedaan en daarom een slang was geworden. Ze had constant ondraaglijke honger en kon nergens een schuilplaats vinden. Ook had ze het gevoel dat elke schub die ze had, werd gebeten door insecten. Ze toonde berouw voor wat ze in haar vorige leven had gedaan en smeekte de keizer om namens haar goede daden te verrichten om zo uit haar slangenlichaam bevrijd te worden. Opeens verdween de slang in het niets. De volgende dag nodigde de keizer een hoge boeddhistische monnik uit voor een gesprek. De monnik vertelde hem dat hij respect aan de Boeddha en met oprecht hart spijt moest betuigen. De keizer zond monniken om alle soetra's te verzamelen. Vervolgens schreef hij zelf een soetra van tien rollen met daarin spijtbetuigingen. Na dit volbracht te hebben, vulde het paleis zich met een aroma en kwam een mooie vrouw uit de hemel tevoorschijn. Ze vertelde dat ze nu verlost was en in de hemel was gekomen. Ze bedankte de keizer en verdween weer. Sindsdien worden deze tien rollen de Liang Wang Baocan genoemd.
Gelovigen menen dat deze soetra ongeluk kan afweren, zonden kan vergeven en geluk kan brengen. Hij wordt vooral gebruikt op gedenkdagen zoals Qingming en Ullambana, wanneer de voorouders worden herdacht. Het chanten van deze soetra kan de voorouders toegang geven tot het Westelijk Paradijs als ze dat nog niet bereikt hebben.

## Persoonlijke informatie
Vader:
- Xiao Shunzhi (蕭順之)

Moeder:
- Zhang Shangrou (張尚柔)

Echtgenote:
- Chi Hui (郗徽) (468-499)

Kinderen:
- Xiao Tong (蕭統)
- Xiao Zong (蕭綜)
- Xiao Gang (蕭綱)
- Xiao Jī (蕭績)
- Xiao Xu (蕭續)
- Xiao Guan (蕭綸)
- Xiao Yi (蕭繹), later keizer Liang Yuandi
- Xiao Jì (蕭紀)
- Prinses Lin'an
- Prinses Changcheng
- Xiao Yuyao (蕭玉姚)
- Xiao Yuwang (蕭玉婉)
- Xiao Yuhuan (蕭玉嬛)
- Xiao Yuzhi (蕭玉誌)
- Prinses Yongjia
- Prinses Fuyang